# Міжнародний день ненароджених дітей
Міжнародний день майбутньої дитини відзначається 25 березня. Він був встановлений Папою Римським Іваном Павлом II, щоб збігатися зі святом Благовіщення. Іван Павло II розглядав день як «позитивний варіант на користь життя та поширення життєвої культури, що гарантує повагу людської гідності в кожній ситуації».

## Історія
У 1993 році Сальвадор став першою державою, яка офіційно відсвяткувала День права на народження. Згодом інші країни ініціювали офіційні святкування для ненароджених, такі як Аргентина з Днем ненароджених у 1998 році та Чилі з Днем зачатих і ненароджених, Гватемала з Національним днем ненароджених та Коста-Рика з Національним днем Життя до народження, все в 1999 році. Нікарагуа почала відзначати День ненародженої дитини у 2000 році, Домініканська Республіка у 2001, Перу у 2002, Парагвай у 2003, Філіппіни у 2004, Гондурас у 2005, Еквадор у 2006, та Пуерто-Рико у 2018 році. Чилі розпочала відзначати День ненародженої дитини та усиновлення у 2013 році Популяризацію Міжнародного дня ненародженої дитини підтримали Лицарі Колумба.